# グリズリー・スミス
"グリズリー" ジェイク・スミス（"Grizzly" Jake Smith、本名：Aurelian Jacob Smith、1932年8月6日 - 2010年6月12日）は、アメリカ合衆国のプロレスラー。テキサス州グレイソン郡ホワイツボロ出身。
ルーク・ブラウンとの巨人タッグチーム、ザ・ケンタッキアンズ（The Kentuckians）での活動で知られる。息子のオーレリアン・ジェイコブ・スミス・ジュニア（ジェイク・ロバーツ）とマイケル・サミュエル・スミス（サム・ヒューストン）、娘のロビン・デニス・スミス（ロッキン・ロビン）もプロレスラーとして活躍した。

## 来歴
テキサスの油田で働きながら、1958年よりパートタイムでプロレスのリングに出場。1961年よりフルタイムでのレスラー活動を開始し、ルーク・ブラウンとの巨人レスラー同士による超大型タッグチーム、ジェイク&ルークのザ・ケンタッキアンズを結成。伸ばし放題の髭面にネルシャツとジーンズという山男スタイルとなって、ベビーフェイスのポジションで活動する。
ジョージアやフロリダなどNWAの南部地区では覆面タッグチームのジ・アサシンズと抗争を繰り広げ、1962年11月17日にはジョージアにて南部タッグ王座を獲得。シングルではフレッド・ブラッシーを相手にジョージア版の世界ヘビー級王座を争った。1964年にはWWWFに登場、ジェリー・グラハム&ルーク・グラハムのグラハム・ブラザーズと抗争し、ニューヨークのマディソン・スクエア・ガーデンでも両チームの対戦が組まれた。1965年はロサンゼルスのWWAにてアサシンズとの抗争劇を再開、8月8日と9月11日の2回に渡り、アサシンズからWWA世界タッグ王座を奪取している。1966年はAWAのミッドウエスト地区において、9月10日にデール・ルイス&ハーリー・レイスを破りAWA中西部タッグ王座を獲得した。
1967年1月、ブラウンと共に国際プロレスの旗揚げシリーズに初来日（名義はジェイク・スミス）。1月6日に大阪府立体育館、24日に宇都宮の栃木県営体育館にて、エース兼ブッカーのヒロ・マツダと東京プロレスのアントニオ猪木が保持していたミッドアメリカ版のNWA世界タッグ王座に挑戦した。来日中は、マンモス鈴木や木村政雄などの中堅・若手選手を相手にしたハンディキャップ・マッチも行われている。
その後、ブラウンとのコンビを解消して、シングルプレイヤーとなって各地を転戦。1968年3月25日にはカナダのバンクーバーにてドン・レオ・ジョナサンと組み、因縁のアサシンズからNWAカナディアン・タッグ王座を奪取。同年7月20日にはテキサスのサンアントニオにて、ザ・スポイラーを破りNWAテキサス・ヘビー級王座を獲得している。1969年はアマリロ地区にてバディ・コルトやシャチ横内と、1970年はフロリダ地区にてターザン・タイラーやテキサス・アウトローズとそれぞれ抗争した。
1971年、中南部のトライステート地区にてケンタッキアンズを一時的に再結成し、4月にワルドー・フォン・エリック&カール・フォン・ブラウナーからUSタッグ王座を奪取。同年8月、単身で日本プロレスに再来日（名義はグリズリー・スミス）。ジャイアント馬場との巨人対決も実現した。その後、1970年代はフロリダを主戦場に活動。1974年にはバトルロイヤルにてアンドレ・ザ・ジャイアントとも対峙し、1976年から1977年にかけてはパク・ソンやオックス・ベーカーと対戦した。
現役引退後、ビル・ワットが旧トライステート地区で新設したMSWA（後のミッドサウス版UWF）のブッカーに就任。1979年から1981年にかけては息子のジェイク・ロバーツやマイク・ジョージ、ボブ・スウィータン、レイ・キャンディなどMSWAで活動していた選手を、かつて自身が旗揚げシリーズに参戦した国際プロレスにブッキングした。UWFの活動停止後は、ロバーツが活躍していたWWFのバックステージ業務を経て、1990年代はWCWにてロード・エージェントを担当していた。
2010年6月12日、77歳で死去。晩年はアルツハイマー病を患い、165ポンド（約75kg）まで体重が減少していた。

## 得意技
- ベアハッグ[4]
- ネック・ハンギング・ツリー[2]
- スタンプ・ホールド[3]

## 獲得タイトル
ミッドサウス・スポーツ
- 世界ヘビー級王座（ジョージア版）：1回[8]
- NWA南部タッグ王座（ジョージア版）：1回（w / ルーク・ブラウン）[7]

ワールドワイド・レスリング・アソシエーツ
- WWA世界タッグ王座：2回（w / ルーク・ブラウン）[10]

アメリカン・レスリング・アソシエーション
- AWA中西部タッグ王座：1回（w / ルーク・ブラウン）[11]

NWAオールスター・レスリング
- NWAカナディアン・タッグ王座（バンクーバー版）：1回（w / ドン・レオ・ジョナサン）[14]

NWAビッグタイム・レスリング
- NWAテキサス・ヘビー級王座：1回[15]
- NWAアメリカン・タッグ王座：2回（w / フリッツ・フォン・エリック）[22]

NWAトライステート
- NWA USタッグ王座（トライステート版）：1回（w / ルーク・ブラウン）[18]